# 克齊尼亞

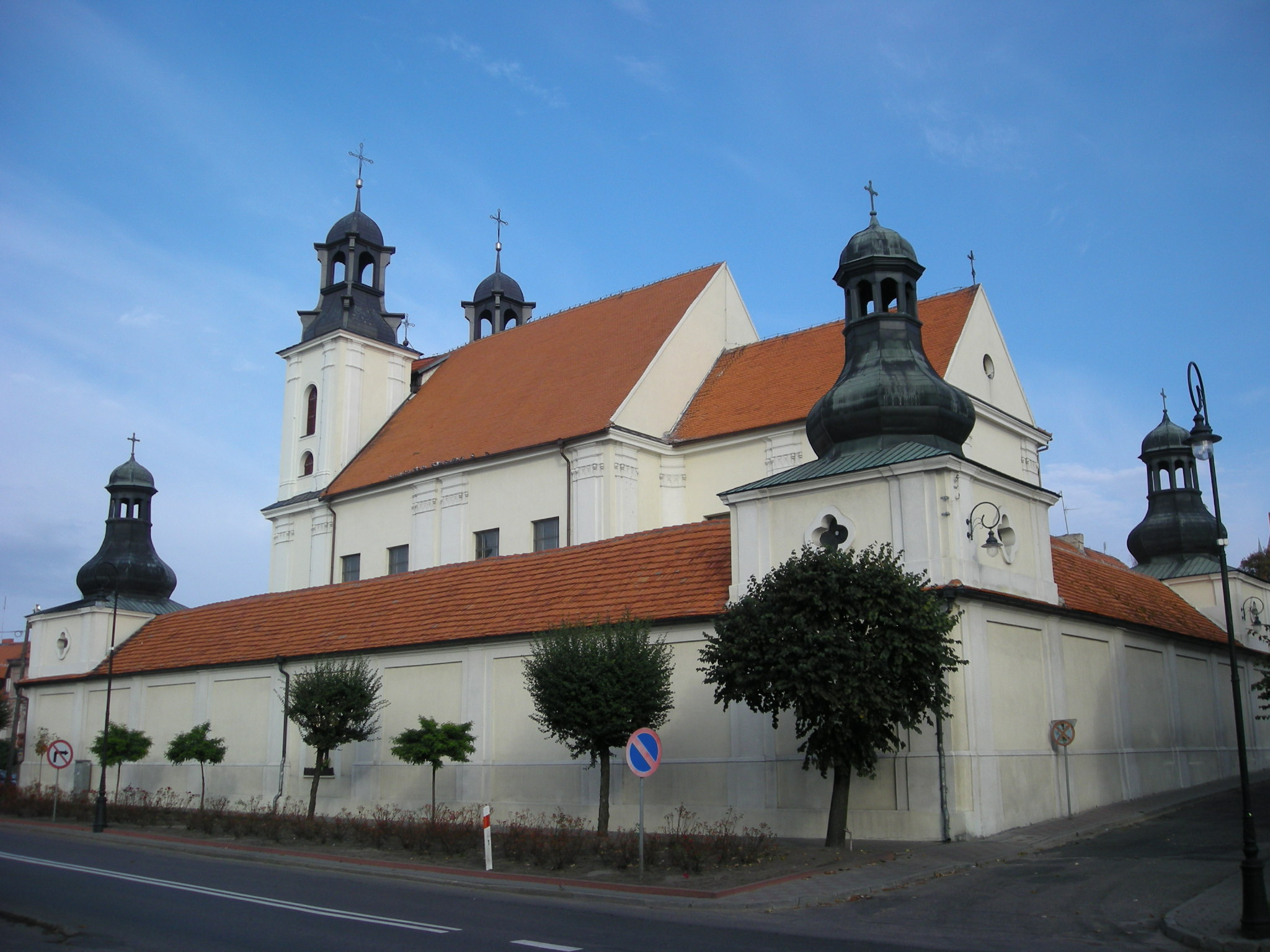

克齊尼亞（波蘭語：Kcynia）是波蘭的城鎮，位於該國西北部庫亞維-波美拉尼亞省，面積6.84平方公里，2024年人口4,238。
在第一次瓜分波蘭中，該鎮在1772年被納入普魯士王國管治範圍。
52°59′N 17°29′E / 52.983°N 17.483°E
1. ↑  , Główny Urząd Statystyczny, 2024-07-22  [2025-02-21], （原始内容存档于2024-12-04） （波兰语）